# Parafia Świętego Józefa w Jankowie Przygodzkim
Parafia pw. Świętego Józefa w Jankowie Przygodzkim – rzymskokatolicka parafia  w dekanacie Ostrów Wielkopolski II. Parafia została erygowana w 1933 roku. Murowany kościół parafialny zbudowany
został w stylu neobaroku o elipsowym kształcie. Świątynia nie została konsekrowana.